# IW Гидры
IW Гидры (лат. IW Hydrae) — двойная звезда в созвездии Гидры на расстоянии (вычисленном из значения параллакса) приблизительно 6869 световых лет (около 2106 парсек) от Солнца. Инфракрасная звёздная величина звезды в диапазоне K — от +3m до +1m.
Зарегистрировано излучение OH-* и SiO-мазера.

## Характеристики
Первый компонент — красный гигант, пульсирующая переменная звезда, мирида (M:) спектрального класса M8-9, или M9. Масса — около 1,3 солнечной, светимость — около 14200 солнечных*. Эффективная температура — около 3300 K.
Второй компонент. Масса — около 1-2 солнечной. Удалён приблизительно на 1500 а.е..